# Silent disco

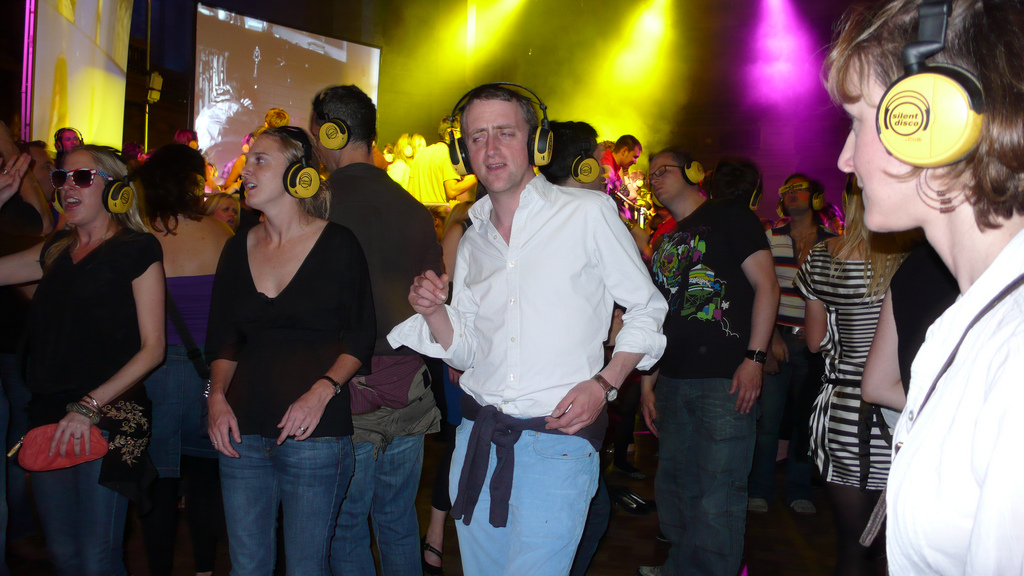
Silent Disco à l'Edinburgh Festival en 2009.

Un silent disco, appelé aussi silent party, est un concept de soirée dansante qui consiste à équiper les danseurs de casques sans fil par lesquels est diffusé le son du DJ.

## Histoire
Il tire son nom du fait qu'on peut avoir l'impression que les personnes lors d'une telle soirée dansent en silence. Apparu pour la première fois aux Pays-Bas en été 2002, lors d'un festival itinérant, le phénomène se développe ailleurs en Europe et en France. Depuis 2015, de plus en plus de soirées silent disco sont organisées afin de ne pas nuire aux riverains.